# 144 Vibilia
Vibilia (asteroide 144) é um asteroide da cintura principal com um diâmetro de 142,38 quilómetros, a 2,0291543 UA. Possui uma excentricidade de 0,23556546 e um período orbital de 1 579,63 dias (4,33 anos).
Vibilia tem uma velocidade orbital média de 18,28122774 km/s e uma inclinação de 4,80843465º.
Este asteroide foi descoberto em 3 de Junho de 1875 por Christian Peters.